# Superbike-VM 2020
Superbike-VM 2020 arrangeras av Internationella motorcykelförbundet. Världsmästerskapet avgjordes över 8 omgångar (16 heat). Säsongen inleddes den 29 februari i Australien och avslutades den 18 oktober i Portugal. Ett heat går på lördagen tävlingshelgen och ett heat på söndagen. På söndag förmiddag körs ett kortrace som kallas Superpole race. Där avgörs startordningen för söndagens långa heat samt utdelas även VM-poäng.
Den brittiske föraren Jonathan Rea på Kawasaki vann sin sjätte raka världsmästartitel.

## Tävlingskalender och heatsegrare
Jämfört med 2019 hade deltävlingarna på Oschersleben i Tyskland och Barcelona-Catalunya i Spanien tillkommit och de i Laguna Seca i USA och Chang i Thailand tagits bort från tävlingskalendern, så antalet heat var oförändrat 26 stycken. Endast en deltävling hann genomföras innan pandemin med Covid-19 stoppade vidare tävlande. Den reviderade tävlingskalendern enligt nedan innehöll 8 deltävlingar med 16 heat.
| Datum    | Bana           | Vinnare heat 1        | Märke    | Vinnare superpole race | Märke    | Vinnare heat 2 | Märke    | VM-ledare     |
| -------- | -------------- | --------------------- | -------- | ---------------------- | -------- | -------------- | -------- | ------------- |
| 29/2-1/3 | Phillip Island | Toprak Razgatlıoğlu   | Yamaha   | Jonathan Rea           | Kawasaki | Alex Lowes     | Kawasaki | Alex Lowes    |
| 1-2/8    | Jerez          | Scott Redding         | Ducati   | Jonathan Rea           | Kawasaki | Scott Redding  | Ducati   | Scott Redding |
| 8-9/8    | Algarve        | Jonathan Rea          | Kawasaki | Jonathan Rea           | Kawasaki | Jonathan Rea   | Kawasaki | Jonathan Rea  |
| 29-30/8  | Aragón         | Scott Redding         | Ducati   | Jonathan Rea           | Kawasaki | Jonathan Rea   | Kawasaki | Jonathan Rea  |
| 5-6/9    | Aragón         | Michael Ruben Rinaldi | Ducati   | Scott Redding          | Ducati   | Jonathan Rea   | Kawasaki | Jonathan Rea  |
| 19-20/9  | Catalunya      | Jonathan Rea          | Kawasaki | Michael van der Mark   | Yamaha   | Chaz Davies    | Ducati   | Jonathan Rea  |
| 3-4/10   | Magny-Cours    | Jonathan Rea          | Kawasaki | Jonathan Rea           | Kawasaki | Scott Redding  | Ducati   | Jonathan Rea  |
| 17-18/10 | Estoril        | Toprak Razgatlıoğlu   | Yamaha   | Toprak Razgatlıoğlu    | Yamaha   | Chaz Davies    | Ducati   | Jonathan Rea  |

## Poängberäkning

### Race 1 och 2
De 15 främsta i varje race får poäng enligt tabellen nedan. Alla race räknas.
| Plats | 1  | 2  | 3  | 4  | 5  | 6  | 7 | 8 | 9 | 10 | 11 | 12 | 13 | 14 | 15 |
| ----- | -- | -- | -- | -- | -- | -- | - | - | - | -- | -- | -- | -- | -- | -- |
| Poäng | 25 | 20 | 16 | 13 | 11 | 10 | 9 | 8 | 7 | 6  | 5  | 4  | 3  | 2  | 1  |

### Superpole race
De 9 främsta i söndagens superpole race får poäng enligt tabellen nedan. Alla race räknas.
| Plats | 1  | 2 | 3 | 4 | 5 | 6 | 7 | 8 | 9 |
| ----- | -- | - | - | - | - | - | - | - | - |
| Poäng | 12 | 9 | 7 | 6 | 5 | 4 | 3 | 2 | 1 |

## Mästerskapsställning
Slutställning i förarmästerskapet efter 8 omgångar.
1. Jonathan Rea, 360 p.
2. Scott Redding, 305 p.
3. Chaz Davies, 273 p.
4. Toprak Razgatlıoğlu, 228 p.
5. Michael van der Mark, 223 p.
6. Alex Lowes, 189 p.
7. Michael Ruben Rinaldi, 186 p.
8. Loris Baz, 142 p.
9. Álvaro Bautista, 113 p.
10. Leon Haslam, 113 p.
11. Garett Gerloff, 103 p.
12. Tom Sykes, 88 p.

Slutställning i konstruktörsmästerskapet efter 8 omgångar.
1. Kawasaki, 392 p.
2. Ducati, 391 p.
3. Yamaha, 330 p.
4. Honda, 166 p.
5. BMW, 101 p.
6. Aprilia, 4 p.

## Deltagarlista
Ordinarie förare
| Nr | Förare                | Team                     | Motorcykel           |
| -- | --------------------- | ------------------------ | -------------------- |
| 1  | Jonathan Rea          | Kawasaki Racing          | Kawasaki ZX-10R      |
| 2  | Leon Camier           | Barni Racing Team        | Ducati Panigale V4 R |
| 7  | Chaz Davies           | Aruba.it Racing - Ducati | Ducati Panigale V4 R |
| 11 | Sandro Cortese        | Outdo Kawasaki TPR       | Kawasaki ZX-10R      |
| 12 | Xavi Fores            | Kawasaki Puccetti Racing | Kawasaki ZX-10R      |
| 13 | Takumi Takahashi      | Moriwaki-Althea Honda    | Honda CBR1000RR      |
| 19 | Álvaro Bautista       | Team HRC                 | Honda CBR1000RR-R    |
| 21 | Michael Ruben Rinaldi | Barni Racing             | Ducati Panigale V4 R |
| 22 | Alex Lowes            | Kawasaki Racing          | Kawasaki ZX-10R      |
| 23 | Ryūichi Kiyonari      | Moriwaki-Althea Honda    | Honda CBR1000RR      |
| 28 | Markus Reiterberger   | BMW Motorrad             | BMW S1000 RR         |
| 31 | Garrett Gerloff       | GRT Yamaha               | Yamaha YZF R1        |
| 45 | Scott Redding         | Aruba.it Racing - Ducati | Ducati Panigale V4 R |
| 50 | Eugene Laverty        | BMW Motorrad             | BMW S1000 RR         |
| 54 | Toprak Razgatlıoğlu   | Kawasaki Puccetti Racing | Kawasaki ZX-10R      |
| 60 | Michael van der Mark  | Pata Yamaha              | Yamaha YZF R1        |
| 64 | Federico Caricasulo   | GRT Yamaha               | Yamaha YZF R1        |
| 66 | Tom Sykes             | BMW Motorrad             | BMW S1000 RR         |
| 76 | Loris Baz             | Ten Kate Racing Yamaha   | Yamaha YZF R1        |
| 77 | Maximilian Scheib     | Orelac Racing Verdnatura | Kawasaki ZX-10RR     |
| 91 | Leon Haslam           | Team HRC                 | Honda CBR1000RR-R    |